# 국경 (1939년 영화)
"국경"(國境)은 한국에서 제작된 김도산감독의 1921년 영화이다. 이금룡 등이 주연으로 출연하였고 최병규 등이 제작에 참여하였다.

## 출연

### 주연
- 이금룡
- 김소영
- 전택이
- 최운봉

## 기타
- 조명: 유장산
- 미술: 유장산